# Myrom Kingery
Myrom Kingery ist ein US-amerikanischer Schauspieler und Synchronsprecher.

## Leben
Kingery hatte seine erste Nebenrolle 2001 im Spielfilm Hell Night. Nach über zehn Jahren Abstand von der Filmindustrie folgten erst 2014 mit The Zone und 2015 in TSC: Legacy Besetzungen in Kurzfilmen. Anschließend erhielt er eine Reihe von Kleinstrollen in den Spielfilmen Die Bestimmung – Allegiant, in Fast & Furious 8 als russischer Soldat oder in Vendetta – Alles was ihm blieb war Rache als Feuerwehrmann. Seine erste größere Filmrolle erhielt er 2017 im Fernsehfilm Der Vertrag in der Rolle des Brian „Bull“ Casey unter anderen an der Seite von Vernon Wells. 2021 schlüpfte er für die Fernsehserie Der Vertrag: Exfil erneut in die Rolle des „Bull“ Casey. Im selben Jahr übernahm er die Rolle des Antagonisten König Nereus im Low-Budget-Abenteuerfilm The Devil’s Triangle – Das Geheimnis von Atlantis, der das Volk von Atlantis zum Sieg gegen die Menschheit führen will. 2022 stellte er im B-Movie Thor: God of Thunder die gleichnamige Hauptrolle des Thor dar.

## Filmografie (Auswahl)

### Schauspiel
- 2001: Hell Night
- 2014: The Zone (Kurzfilm)
- 2015: TSC: Legacy (Kurzfilm)
- 2016: Die Bestimmung – Allegiant (The Divergent Series: Allegiant)
- 2017: Fast & Furious 8 (The Fate of the Furious)
- 2017: Vendetta – Alles was ihm blieb war Rache (Aftermath)
- 2017: Outbreak (Fernsehserie)
- 2017: Der Vertrag (Fernsehfilm)
- 2018: MacGyver (Fernsehserie, Episode 3x09)
- 2018: The Disgruntled (Kurzfilm)
- 2019: Promo the Divinity School Murders (Kurzfilm)
- 2021: The Devil’s Triangle – Das Geheimnis von Atlantis (Devil’s Triangle)
- 2021: What If (Kurzfilm)
- 2021: Der Vertrag: Exfil (Fernsehserie)
- 2022: I Want You Back
- 2022: The Queen’s Jewels (Kurzfilm)
- 2022: Die Zeitreisende – Für Immer Dein (The Time Capsule)
- 2022: Thor: God of Thunder
- 2022: Bill vs. The American Dream (Kurzfilm)
- 2023: Root
- 2023: They Cloned Tyrone
- 2024: Saint Clare
- 2024: Gladiators – Zurück in der Arena (Gladiators)
- 2024: God of War: Official Fan Film (Kurzfilm)
- 2025: Guns of Redemption

### Synchronisationen
- 2023: The Little Mermaid (Animationsfilm)